# Chikapatnagere, Kadur
Chikapatnagere là một làng thuộc tehsil Kadur, huyện Chikmagalur, bang Karnataka, Ấn Độ.